# デビッド・ボルティモア
デビッド・ボルティモア（David Baltimore、1938年3月7日 - ）は、アメリカ合衆国の分子生物学者。1975年度ノーベル生理学・医学賞受賞者の1人である。現在カリフォルニア工科大学教授で、1997年から2006年まで学長を務めた。またアメリカ科学振興協会副会長を務める。 

## 経歴・研究
ニューヨーク生まれ。スワースモア大学を卒業後、1964年ロックフェラー大学で博士号を取得。マサチューセッツ工科大学とen:Albert Einstein College of Medicineで博士研究員として働いたのち、ソーク研究所でレナート・ドゥルベッコ（のちにノーベル賞をともに受賞）に指導を受けてポリオウイルスの研究を行った。さらに腫瘍ウイルスの研究に進み、これによってマサチューセッツ工科大学（MIT）在職時にノーベル賞を受賞した。受賞理由
はRNAをDNAへ転写する逆転写酵素の発見で、これは1970年代初めまで信じられていたセントラルドグマを一部覆す画期的発見であった。
ウイルス分類の提案（ボルティモア分類）でも知られる。MITのホワイトヘッド研究所の創立者である。1975年には遺伝子組換えに関するアシロマ会議のまとめ役にもなり、その後も遺伝子組換えやAIDS対策に関して要職を務めた。また免疫学を中心に広い範囲の研究を主催している。
現在の彼の研究室の研究テーマには次のようなものがある。
- NF-κB：転写因子の一種で、非常に多くの遺伝子の活性化に働いており、正常細胞の調節のほかがんやAIDSなどにも関わっていると考えられている。
- 免疫系：遺伝子導入により抗体遺伝子の発現やT細胞受容体などの役割を探っている。
- Ryk蛋白質：Wnt蛋白質受容体の補助因子。ニューロンの成長に対する影響を中心に研究している。

ボルティモアは数々の顕著な科学的業績を挙げたにもかかわらず、一般には不正行為への関連を疑われて（その後潔白とされたが）有名になった。

## 科学スキャンダル「ボルティモア事件」
1986年、彼はテレザ・イマニシ＝カリおよび他4人の共著者とともに免疫学の論文を著した。ところがイマニシ＝カリ研究室の研究員の（共著者ではない）マーゴット・オトゥール (Margot O'Toole) がこの論文の実験を再現できず、実験ノートの記録が論文の結果に反すると主張した。彼女は著者たちに再試を要求し、ついにはイマニシ＝カリがデータをでっち上げたと非難した。ボルティモアは初め追試を拒否したが、後に3人（イマニシともう1人を除く）とともに追試しその結果論文を取り下げた。その後この研究を助成していた国立衛生研究所（NIH）も調査を開始した。さらに下院議員ジョン・ディンゲルもこの問題を取り上げ、シークレット・サービスの専門家が実験ノートを分析するなど国家的な問題に発展したが、ボルティモアはこれを「学問に対する政治の不当介入」と主張した。
彼は1990年7月からロックフェラー大学に勤めていたが、大学当局から圧力をかけられ、1991年12月に辞任した。
この問題はマスコミでも大々的に取り上げられ、事件に関する書籍も、数学者サージ・ラング（ボルティモアらに批判的）や、科学史家ダニエル・ケブルズ（同情的）によるものなど多数出ている。
保健社会福祉省（HHS）の科学公正局（のち研究公正局）は1991年、イマニシ＝カリをデータの改竄・捏造の疑いで告発し、またボルティモアをも、オトゥールの追及に対応しなかったとして批判した。1994年、研究公正局は不正があったと認定し、イマニシ＝カリに10年間研究助成しないよう勧告した。
ところが1996年になって、HHSの上訴委員会が再調査の上、「不正の証拠は全くなかった」として、すべての処分を取り消した。
以上とは別に2005年10月、かつてボルティモア研究室の博士研究員だったルク・ファン・パライス (Luk van Parijs) は、論文に不正があったとしてMITの准教授職を解任された。彼はボルティモアと連名の特許を出願していたが、ボルティモアはこれについて「一部誤りがあったが、特許自体に問題はない」としている。

## 受賞歴
- 1971年 ウォーレン賞
- 1974年 ガードナー国際賞、米国科学アカデミー賞分子生物学部門
- 1975年 ノーベル生理学・医学賞
- 1999年 アメリカ国家科学賞
- 2000年 ウォーレン・アルパート財団賞
- 2021年 ラスカー・コシュランド医学特別業績賞

## 参考資料
1. ↑  ボルティモア研究室[リンク切れ] Archived 2008年12月27日, at the Wayback Machine.
2. ↑  Cell (1986)
3. ↑  Cell (1991)
4. ↑  ruling on Thereza Imanishi-Kari case (June 21, 1996).
5. ↑  Nature (2006): Bad data fail to halt patents